# Arsuz
Arsuz là một huyện thuộc tỉnh Hatay, Thổ Nhĩ Kỳ. Từng là một thị trấn thuộc huyện İskenderun với dân số thời điểm năm 2011 là 2.317 người, năm 2012, Arsuz được nâng lên cấp huyện và nhập thêm một số xã từ các huyện lân cận.